# Kotlarnia (gromada)
Kotlarnia – dawna gromada, czyli najmniejsza jednostka podziału terytorialnego Polskiej Rzeczypospolitej Ludowej w latach 1954–1972.
Gromady, z gromadzkimi radami narodowymi (GRN) jako organami władzy najniższego stopnia na wsi, funkcjonowały od reformy reorganizującej administrację wiejską przeprowadzonej jesienią 1954 do momentu ich zniesienia z dniem 1 stycznia 1973, tym samym wypierając organizację gminną w latach 1954–1972.
Gromadę Kotlarnia z siedzibą GRN w Kotlarni utworzono – jako jedną z 8759 gromad na obszarze Polski – w powiecie kozielskim w woj. opolskim, na mocy uchwały nr VII/22/54 WRN w Opolu z dnia 4 października 1954. W skład jednostki weszły obszary dotychczasowych gromad Kotlarnia, Goszyce, Stara Kuźnia i Ortowice ze zniesionej gminy Bierawa w tymże powiecie. Dla gromady ustalono 15 członków gromadzkiej rady narodowej.
31 grudnia 1961 z gromady Kotlarnia wyłączono wieś Kolonia Korzonek, włączając ją do gromady Bierawa w tymże powiecie. 
Gromada przetrwała do końca 1972 roku, czyli do kolejnej reformy gminnej.